# 罗利亚缅塔
罗利亚缅塔，是西班牙卡斯蒂利亚-莱昂索里亚省的一个市镇。总面积19平方公里，总人口46人（2001年），人口密度2人/平方公里。